# Langue karanga
 (janvier 2025).
 (janvier 2025).
 (mai 2025).
Le karanga est une langue mabane parlée au Tchad. 
Ses locuteurs sont répartis en quatre groupes ayant chacun son propre dialecte : 
- Karanga (Kurunga),
- Cachemire (Kachmere),
- Bakha (Baxa, Bakhat) alias Fala (Faala)
- Koniéré (Konyare, Kognere) alias Moyo (Mooyo).

Le karanga est étroitement lié à la langue masalit[source insuffisante].